# Robin des Bois (Vaillant)
Pour les articles homonymes, voir Robin des Bois (homonymie).
Robin des bois est une série de bande dessinée, inspirée de la légende de Robin des Bois, parue dans Vaillant puis Pif gadget de 1965 à 1975. Scénarisée par Jean Ollivier, elle est d'abord dessinée par le duo Lucien Nortier/Christian Gaty ou Lucien Nortier/Charlie Kiéfer jusqu'en 1969. À partir de cette date, c'est Eduardo Coelho, signant sous le pseudonyme de Martin Sièvre, qui prend, seul, au dessin le relais dans Pif gadget.

## Sources d'inspiration
Jean Ollivier apprécie particulièrement le mythe de Robin des Bois, partageant avec celui-ci les valeurs de solidarité, de lutte contre l'injustice et l'oppression qu'il véhicule. Le personnage est très populaire, aidé en cela par les déjà nombreuses adaptations filmiques. 
Avant de créer la série, Jean Ollivier signe en 1965 un rédactionnel « Robin Hood tel qu’il fût », illustré par Jean Sidobre, dans le Vaillant n°1030.
Jean Ollivier fait preuve d'érudition quant au mythe de Robin des Bois. Il utilise des noms de lieux comme Copmanhurst , ou de personnage comme Scatloke. Dans une réponse à un courrier de lecteur, il cite le recueil de ballades médiévales intitulé « La Guirlande de Robin ».
En 1974, à la fin de la publication de la série, il publie un roman jeunesse Robin des Bois, illustré par Paul Durand, aux éditions G.P.

## Les débuts dansVaillant
C'est ainsi que Jean Ollivier décide de créer une série dessinée Robin des Bois dans Vaillant, avec Lucien Nortier au dessin. Le premier récit, La Nuit de Nottingham, se présente comme un supplément au numéro 1049 du 20 juin 1965, Lucien Nortier y est assisté pour une unique fois par Robert Gigi.
Celui-ci est rapidement assisté par Christian Gaty puis par Charlie Kiéfer. Le duo se partage le travail de cette manière : à Christian Gaty ou Charlie Kiéfer les crayonnés, à Lucien Nortier l'encrage.

## Le passage de témoin dansPif gadget
Pour le nouveau journal Pif gadget lancé en 1969, l'ancienne équipe de dessinateurs de Vaillant réalise encore 3 récits de 20 planches. De son côté, Eduardo Coelho abandonne sa série viking Ragnar, également scénarisée par Jean Ollivier, après avoir lui aussi publié quelques récits dans le nouveau journal. 
Le premier récit du nouveau dessinateur Eduardo Coelho, La Nuit de Derby, paraît dans le Pif gadget n°27 du 25 août 1969. Le personnage n'est pas inconnu du dessinateur, car Coelho avait déjà participé à une série ayant pour héros Robin des Bois, au milieu des années 1950, lorsqu'il travaillait pour la Fleetway dans le petit format anglais Thriller Picture Library.
La série engage une nouvelle phase, Jean Ollivier décidant de reprendre les aventures de Robin au début, c'est-à-dire au moment de la régence du Prince Jean. La série se termine en 1975 dans le Pif gadget n°310, tout en étant présenté au référendum du journal jusqu'au n°316, avant d'être remplacé dans celui-ci par la nouvelle série des auteurs : Le Furet.

## Format

Second logo-titre de la série dans Pif gadget

Les histoires sont des récits complets. Dans Vaillant, les histoires comptent 12 planches. Elles prennent un peu plus d'ampleur dans Pif gadget avec 20 planches puis petit à petit, le format diminue pour terminer à 10 planches. Les récits sont exclusivement en noir et blanc.
La première équipe avec Lucien Nortier et Christian Gaty ou Charlie Kiéfer (+ Robert Gigi) au dessin, réalise 31 récits dans Vaillant et 3 récits dans Pif gadget. Avec Eduardo Coelho au dessin, Jean Ollivier écrit 59 récits de plus à cette série.
Les récits publiés dans Vaillant bénéficie d'une première page en couleurs. Les récits publiés dans Pif gadget le sont en noir et blanc, sauf le récit publié en 1982.

## Personnages

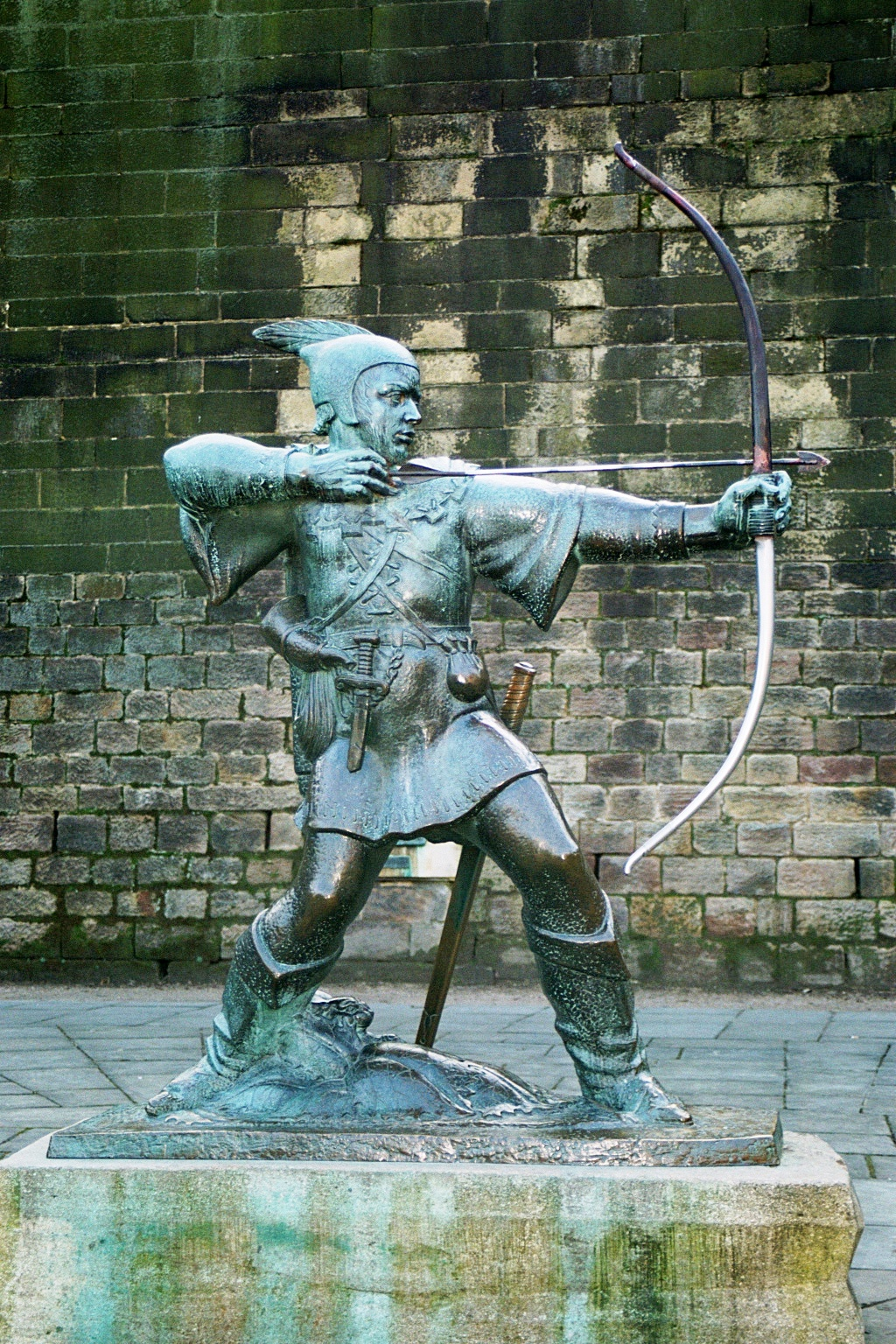
Statue de Robin des Bois à Nottingham.

La série, sous la plume de Jean Ollivier, se concentre sur la lutte de Robin et ses Outlaws face au shérif de Nottingham qui persécute les Saxons. Ollivier accole dans un premier temps le personnage de Guy de Gisborne à la fonction de sheriff de Nottingham, des débuts de la série dans Vaillant (La Nuit de Nottingham  n°1049) jusqu'au récit paru dans le n°148 de Pif gadget (Chevalier d'aventure) où Robin tue Gisborne en duel. Proche de Richard Cœur de Lion, Roger de Mowbray a temporairement remplacé Gisborne lors du retour du roi, mais il ne reste sheriff que le temps d'une histoire (La Taverne de la cloche d’or PG n°72), qui voit ensuite le retour de Gisborne. Enfin, lorsque Robin revient d'exil (L’Introuvable Petit–Jean PG n°225), le nouveau sheriff de Nottingham se nomme Sir Godfrey, qui devient l'ennemi de Robin jusqu'à la fin de la série.
Le scénariste développe essentiellement les compagnons combattants de Robin : Petit-Jean, Will Scarlett et Mutch le fils du meunier, le vieux Scatloke, parmi ceux de la légende. Ollivier en crée d'autres comme Whip l'outlaw au fouet, Dick-the-bow ou la guerrière Lynn (apparue dans Le Concurrent, PG n°274). Il utilise moins souvent des personnages comme frère Tuck ou encore Maid Mariann. Cette dernière se marie avec Robin dans la série (Le Mariage de Robin, Vaillant n° 1145), puis meurt assassinée deux mois avant le retour d'exil de Robin (Les Flèches de la vengeance, Pif gadget n° 228).

### La physionomie de Robin
Lucien Nortier et ses assistants représentent un Robin des Bois souriant, jovial ; dans le ton de ses courtes aventures. Ils le figurent brun, cheveux mi-longs et ondulés avec une moustache et un bouc. Eduardo Coelho va se différencier en dessinant un nouveau Robin en s'inspirant d'un personnage dont il a illustré les aventures, Les Orgues du diable, dans le journal L'Humanité en 1968. Ce roman de Robert Carvel, adapté en bandes dessinées par Jean Sanitas reprend également le thème du héros populaire face à l'oppresseur. Robin comme ce héros est donc moins rieur que son prédécesseur, cheveux courts et plus clairs, avec une fine moustache et un collier de barbe.

## Évolution de la série
Malgré le format étroit du récit complet, la série subit plusieurs phases :
- L'opposition "classique" au Sheriff de Nottingham Guy de Gisborne, sous la régence du Prince Jean pendant 5 années (Vaillant n°1049 à PG n°53, 36 récits).
- Le retour de Richard Cœur de Lion contre lequel Robin va finir par s'opposer (PG n°61 à 148, 13 récits).
- L'exil de Robin sur le continent, dû à la mort de Gisborne, et sa vie de chevalier d'aventure. Réconciliation avec Richard et mort du roi (PG n°159 à 220, 14 récits).
- L'avènement de Jean sans Terre, et la reprise des combats face à un nouveau sheriff, Sir Godfrey (PG n°225 à 310, 26 récits).

La série connaît un ultime épisode, en décembre 1982 dans le n°718 de Pif gadget paraît Le Noël de Robin des Bois dans la collection Les BD Blocks de Pif.
Il y a une redite lors de deux épisodes : Le Retour du Roi Richard (PG n°61) et Chevalier d'aventure (PG n°148), qui content le retour de Richard Cœur de Lion, la prise du château de Nottingham et la première rencontre entre Robin et le roi.
Dans le premier récit, le sheriff Gisborne s'enfuit et Richard, après un contact houleux, s'entend avec Robin. Il nomme un nouveau sheriff à Nottingham et amende Robin.
Dans le second récit, Gisborne se rend et se range du côté du roi Richard. Le sheriff décrédibilise Robin aux yeux du roi. Pour laver son honneur, celui-ci provoque en duel Gisborne et le tue. C'est pour cette raison que Richard exile Robin d'Angleterre.

## Les lieux de l'histoire
En Angleterre, Robin assure sa résistance en forêt de Sherwood face au pouvoir du sherrif de Nottingham. Dans le comté de Nottingham, on le retrouve également dans les villages de Inglewill, Halton, Copmanhurst, Tuxford, Bingham, Ollerton, Southwell ou Newark. Mais sa lutte s'étend à des comtés voisins, comme ceux de Derby (Derby, Ilkeston, Castleton) et de Lincoln (Bourne, Scunthorpe, Boston, l'estuaire du Wash). On le retrouve également dans le Sud du comté de York (Goole) et jusque dans les comtés de Northampton (Oundle) et Bedford. Robin se déplace aussi plusieurs fois à Londres.
Exilé d'Angleterre par Richard Cœur de Lion, Robin devient chevalier d'aventure sur le continent, en Flandres puis en France. Il débarque en Zélande où il se dirige vers Flessingue. On le retrouve ensuite jusqu'à Brême aux marches de l'Allemagne. Il revient en Hautes-Flandres à Tilburg. Il passe dans les Ardennes au château de Fâgnes. Il relie Tirlemont à Cambrai au cours d'une aventure dangereuse. Robin passe ensuite dans le royaume de France, dans le Vimeu à Gamaches où il refuse la proposition d'en devenir le seigneur, puis en Picardie, en forêt de Roye.
En se réconciliant avec Richard, il voyage sur ses terres en France, dans le Limousin, à Limoges ou Bourganeuf, en Normandie, à Gournay ou à la forteresse de Château-Gaillard aux Andelys. Robin suit le roi à Libourne et assiste à sa mort à Châlus.
Lorsque Robin revient d'exil, il s'installe quelque temps avec Petit-Jean au moulin de Pontefract, à trois milles de Bingham, avant de rejoindre sa forêt de Sherwood.

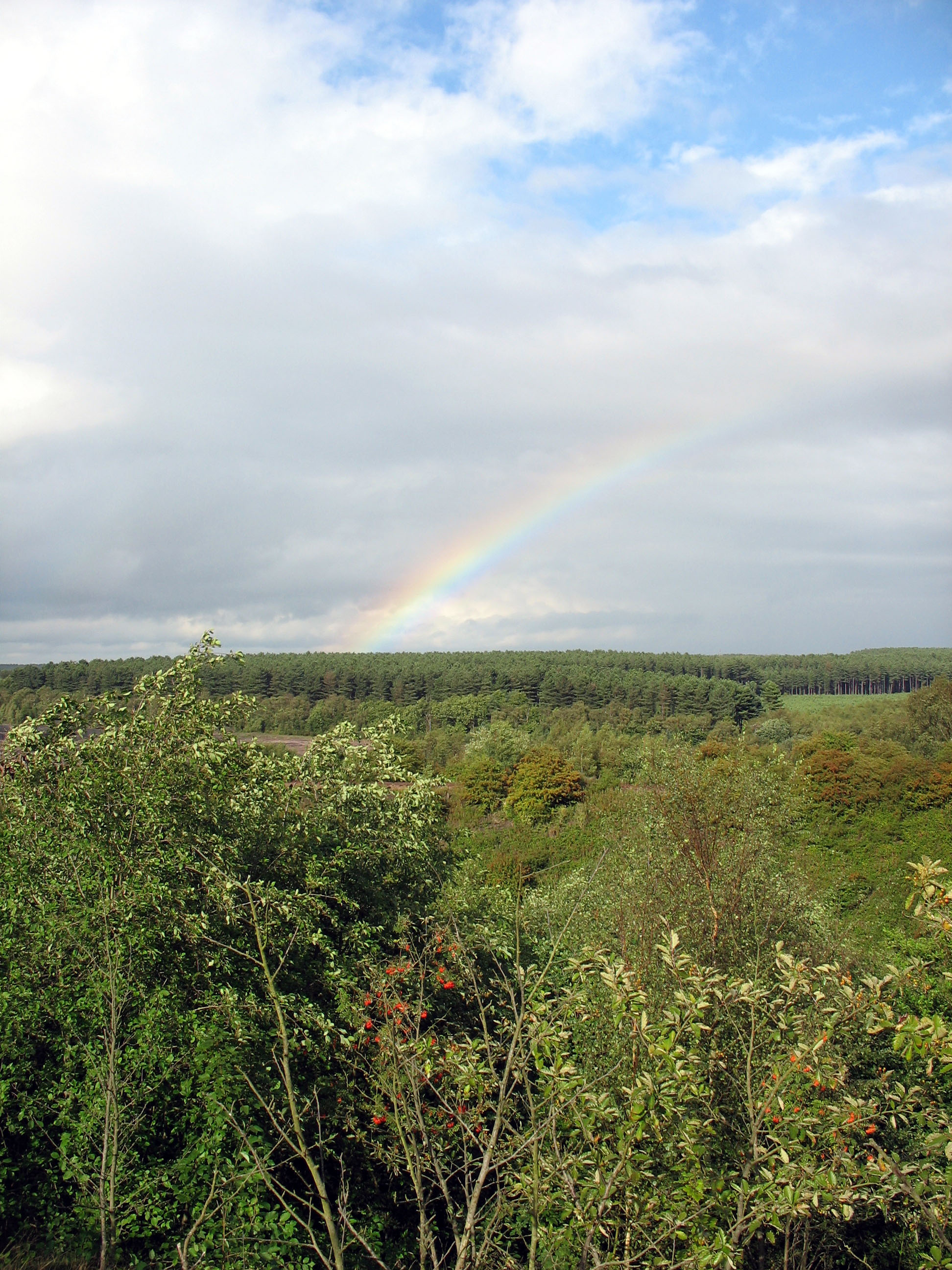
Forêt de Sherwood
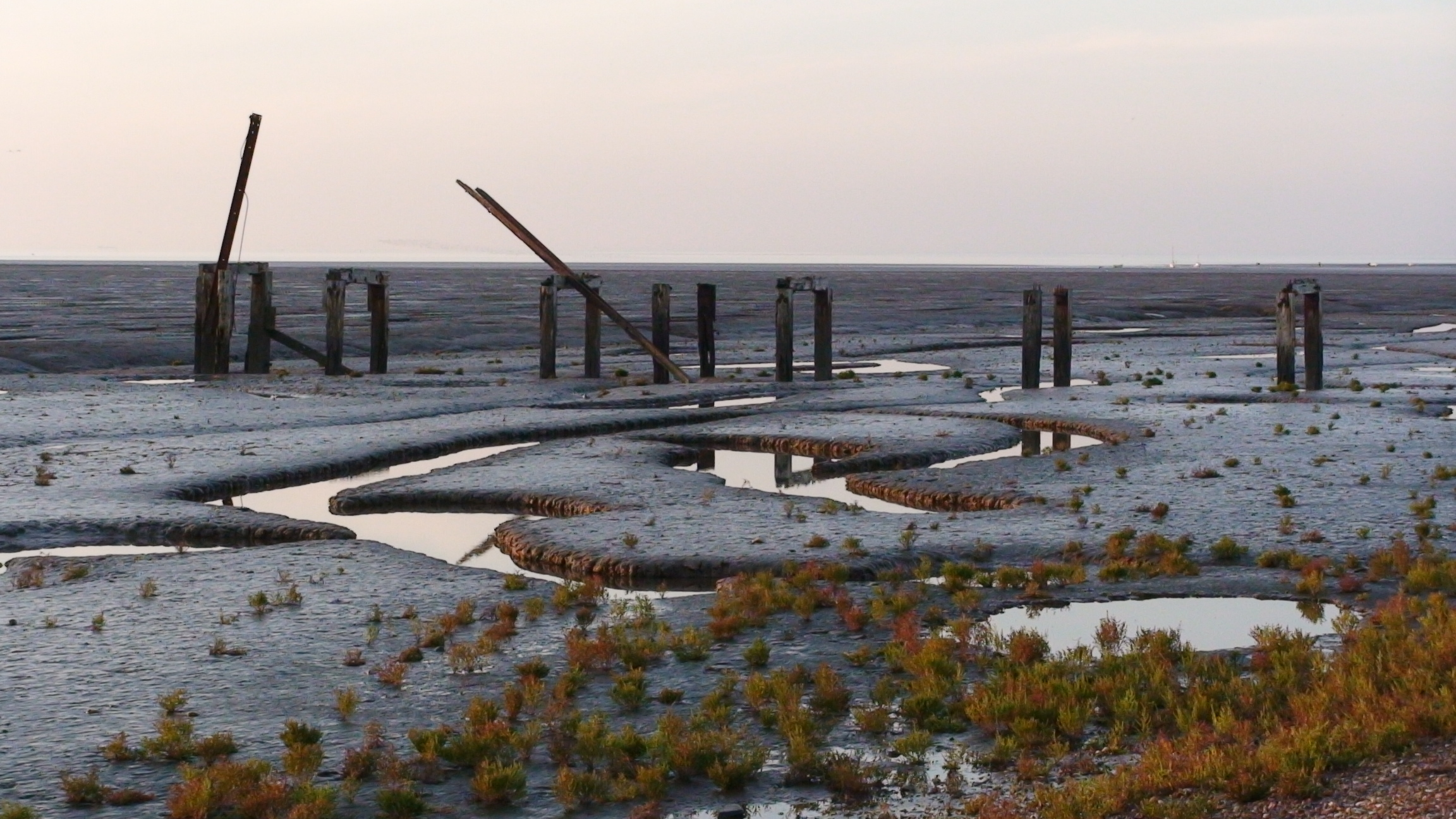
Estuaire du Wash
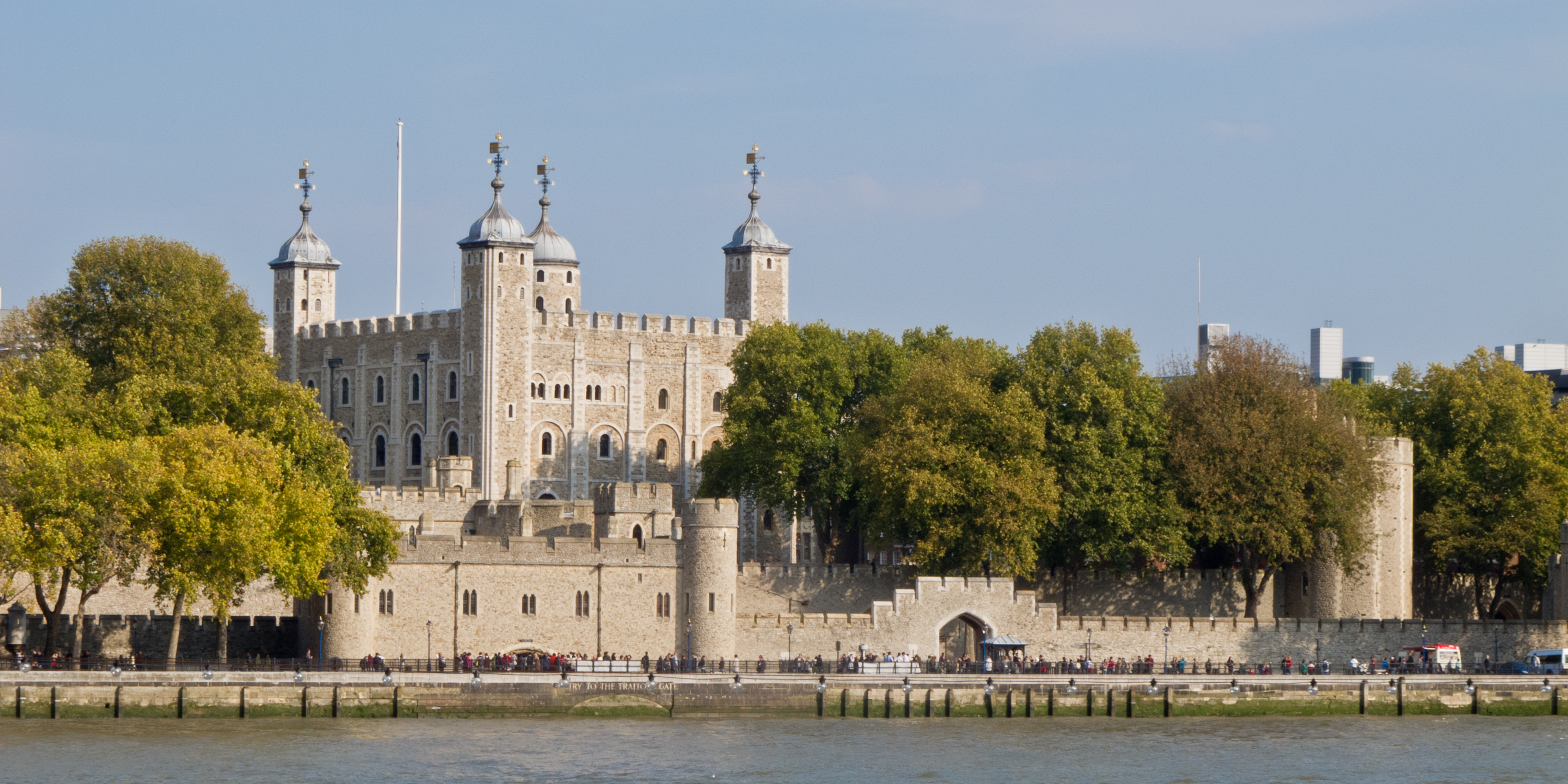
Tour de Londres
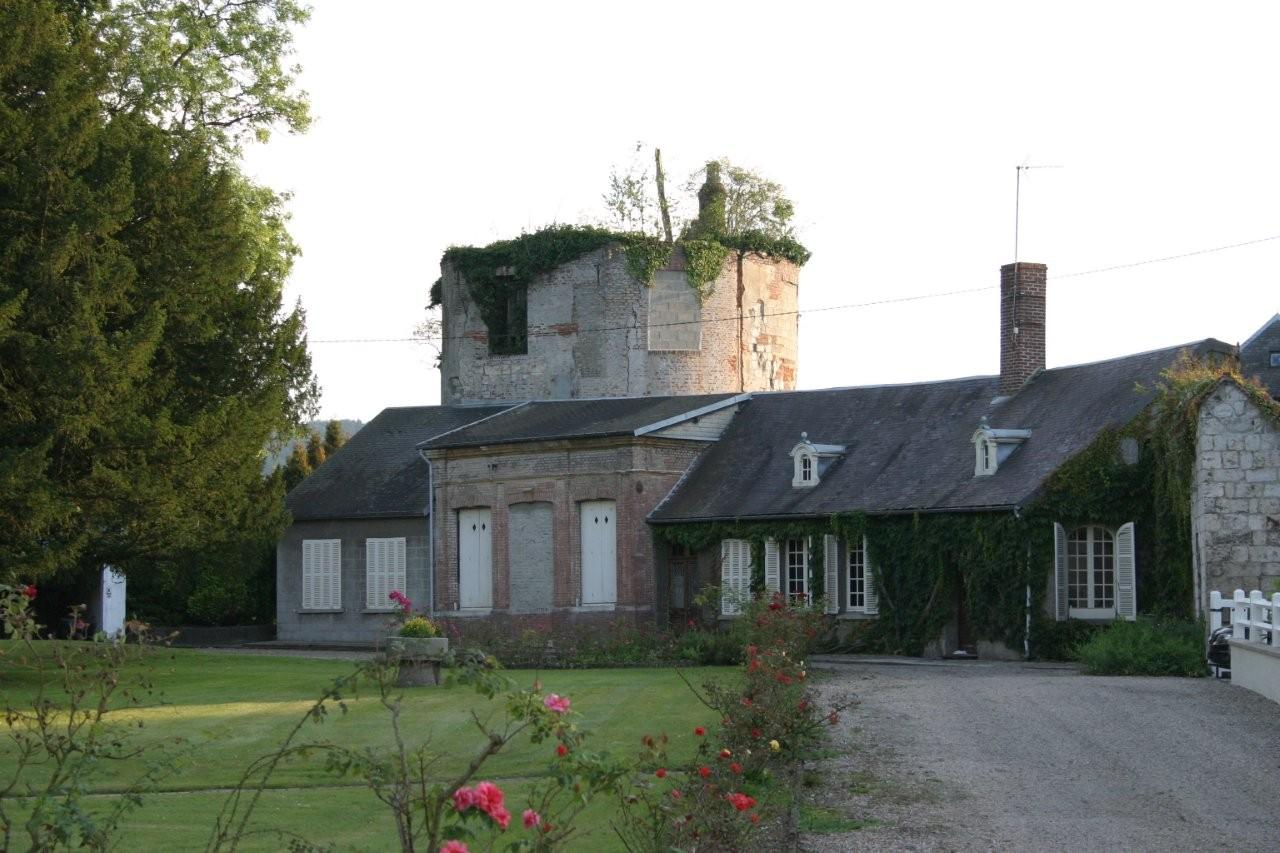
Tour du château de Gamaches
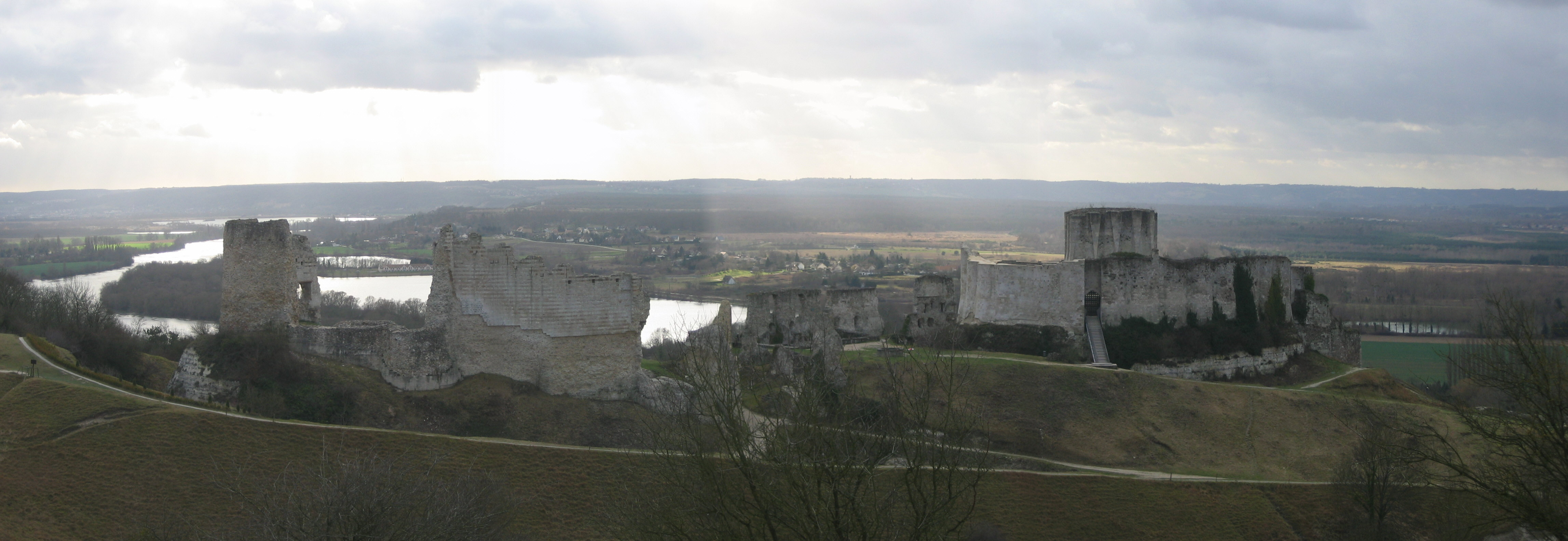
Château-Gaillard
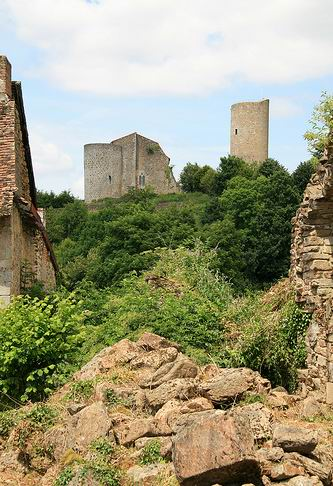
Château de Châlus-Chabrol

## Personnages historiques rencontrés

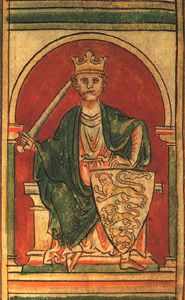
Richard Cœur de Lion (illustration du XIIe siècle).

- Richard Cœur de Lion, roi d'Angleterre

(Le Retour de Cœur de Lion PG n°61, La Trahison du roi Richard PG n°79, Chevalier d’aventure PG n°148, L’Épée pour un duel PG n°202, Échec au roi PG n°209, La Carte aux fleurs de lys… PG n°212, Le Traître est dans la place PG n°215, La Mort du roi Richard PG n°220)
- Jean sans Terre, régent puis roi d'Angleterre

(Œil pour œil, dent pour dent ! PG n°53, Le Tournoi de Bedford PG n°136, Les Chiens de sang PG n°241)
- Philippe Auguste, roi de France

(Le Seigneur rouge, PG n°187)
- Blondel de Nesle, poète et trouvère, compagnon de Richard Cœur de Lion

(Le Retour de Cœur de Lion PG n°61, L’Épée pour un duel PG n°202, Échec au roi PG n°209, La Carte aux fleurs de lys… PG n°212)
- Pierre des Roches, conseiller de Jean sans Terre

(Œil pour œil, dent pour dent !, PG n°53)
- Bertrand de Gourdon, chevalier français qui dans la légende blessa mortellement Richard Cœur de Lion à Châlus

(La Mort du roi Richard, PG n°220)
- Guillaume de Longchamps, chancelier du roi Richard

(Chevalier d’aventure PG n°148 et Les Malheurs du chancelier PG n°290)
- Aliénor d'Aquitaine, la reine-mère

(La Trahison du roi Richard, PG n°79)
- Roger de Mowbray, baron puissant sous Henri II, Jean Ollivier choisit d'en faire un compagnon de Richard Cœur de Lion[N 5].

(Le Retour de Cœur de Lion PG n°61, La Taverne de la cloche d’or PG n°72)
- Arthur Ier de Bretagne, neveu de Richard Cœur de Lion et de Jean sans Terre, duc de Bretagne.

(Le Chevalier à l’hermine V n°1213)
- Roger de Lacy, compagnon de Richard Cœur de Lion.

## Liste de publications dansVaillant(1965-1969)
« +a » après l'indication de longueur d'un épisode indique qu'une illustration d'annonce de l'histoire a été publiée dans le numéro précédent.
| N° de publication          | Titre                     | Dessinateurs                     | Longueur                            | Date de publication |
| -------------------------- | ------------------------- | -------------------------------- | ----------------------------------- | ------------------- |
| Vaillant 1049 (supplément) | La Nuit de Nottingham     | Lucien Nortier et Robert Gigi    | 12 planches                         | 20/06/1965          |
| V 1056                     | Robin et le trouvère      | Lucien Nortier et Christian Gaty | 12 planches                         | 08/08/1965          |
| V 1066                     | La Marque des outlaws     | Lucien Nortier et Christian Gaty | 12 planches + bandeau de couverture | 17/10/1965          |
| V 1075                     | Le Noël de Robin des Bois | Lucien Nortier et Christian Gaty | 12 planches                         | 19/12/1965          |
| V 1086                     | Le Prieur d’Ollerton      | Lucien Nortier et Christian Gaty | 12 planches +a                      | 06/03/1966          |
| V 1089                     | Robin mène le jeu         | Lucien Nortier et Christian Gaty | 12 planches                         | 27/03/1966          |
| V 1095                     | Le Moulin de Pontefract   | Lucien Nortier et Christian Gaty | 12 planches                         | 08/05/1966          |
| V 1101                     | La Forêt de l’été         | Lucien Nortier                   | 10 planches                         | 19/06/1966          |
| V 1107                     | Le Donjon de Bedford      | Lucien Nortier                   | 12 planches + bandeau de couverture | 31/07/1966          |
| V 1112                     | Le Roi du bouquet         | Lucien Nortier                   | 12 planches                         | 04/09/1966          |
| V 1117                     | Les Vendanges de Clapham  | Lucien Nortier et Charlie Kiéfer | 12 planches                         | 09/10/1966          |
| V 1123                     | Le Landlord de Bourne     | Lucien Nortier et Charlie Kiéfer | 12 planches + bandeau de couverture | 20/11/1966          |
| V 1129                     | La Nef des épices         | Lucien Nortier et Charlie Kiéfer | 12 planches                         | 01/01/1967          |
| V 1135                     | Les Pigeons d’Oundle–Hall | Lucien Nortier et Charlie Kiéfer | 12 planches                         | 12/02/1967          |
| V 1140                     | La Fiancée de Robin       | Lucien Nortier et Charlie Kiéfer | 12 planches                         | 19/03/1967          |
| V 1145                     | Le Mariage de Robin       | Lucien Nortier et Charlie Kiéfer | 12 planches                         | 23/04/1967          |
| V 1151                     | À Malin, malin et demi    | Lucien Nortier et Charlie Kiéfer | 12 planches                         | 04/06/1967          |
| V 1157                     | La Monnaie de la pièce    | Lucien Nortier et Charlie Kiéfer | 12 planches                         | 16/07/1967          |
| V 1163                     | Le Traître                | Lucien Nortier et Charlie Kiéfer | 12 planches + bandeau de couverture | 27/08/1967          |
| V 1169                     | Tarlo le Génois           | Lucien Nortier et Charlie Kiéfer | 12 planches                         | 08/10/1967          |
| V 1177                     | Le Laurier d’or           | Lucien Nortier et Charlie Kiéfer | 12 planches                         | 03/12/1967          |
| V 1183                     | La Route du Nord          | Lucien Nortier et Charlie Kiéfer | 12 planches                         | 14/01/1968          |
| V 1189                     | La Colline de glace       | Lucien Nortier et Charlie Kiéfer | 12 planches                         | 25/02/1968          |
| V 1194                     | Une bien étrange alliance | Lucien Nortier et Charlie Kiéfer | 12 planches                         | 31/03/1968          |
| V 1200                     | L’Éléphant du Roi         | Lucien Nortier et Charlie Kiéfer | 12 planches                         | 12/05/1968          |
| V 1207                     | L’Auberge du Royal Oak    | Lucien Nortier et Charlie Kiéfer | 12 planches                         | 21/07/1968          |
| V 1213                     | Le Chevalier à l’hermine  | Lucien Nortier et Charlie Kiéfer | 12 planches                         | 01/09/1968          |
| V 1221                     | La Cassette aux florins   | Lucien Nortier et Charlie Kiéfer | 12 planches                         | 27/10/1968          |
| V 1227                     | Le Manteau de Goodwin     | Lucien Nortier et Charlie Kiéfer | 12 planches                         | 08/12/1968          |
| V 1234                     | La Cour infernale         | Lucien Nortier et Charlie Kiéfer | 12 planches                         | 26/01/1969          |
| V 1238                     | L’Homme "coiffé"          | Lucien Nortier et Charlie Kiéfer | 12 planches                         | 23/02/1969          |

## Liste de publications dansPif gadget(1969-1982)
« +a » après l'indication de longueur d'un épisode indique qu'une illustration d'annonce de l'histoire a été publiée dans le numéro précédent.
« +s » après l'indication de longueur d'un épisode indique qu'une illustration d'annonce de l'histoire a été publiée dans le sommaire du numéro.
- « Robin des Bois tel qu'il fut... » (dessin de Coelho, reprise), rédactionnel de Georges Rieu, n°41, 1969.
- La Bourse de Robin des Bois (dessins de Coelho, reprise), couverture et dessin du gadget, n°59, 1970.
- Réponse de Jean Ollivier à une question de lecteur[N 8], courrier des lecteurs De vous à nous, de nous à vous, n°84, 1970.
- Les Exploits de Robin n°2 (dessin de Coelho, reprise), annonce de parution de l'album, n°228, 1973.
- Les Dessinateurs de Pif gadget à l'honneur, un dessin de Robin de Bois (reprise) et une photographie de Coelho (avec Mordillo), n°257, 1974[N 9]
- "Fier de Pif !" : courrier de Sébastien Richard[N 10] (dessin de Coelho, reprise), rubrique Le Courrier des lecteurs, n°264, 1974.
- "Mon ami..." : courrier de Valérie Smétianski (dessin de Coelho, reprise), rubrique Le Courrier des lecteurs, n°270, 1974.

| N° de publication | Titre                                            | Dessinateur                      | Longueur                     | Date de publication |
| ----------------- | ------------------------------------------------ | -------------------------------- | ---------------------------- | ------------------- |
| PG 6              | Robin ouvre le bal                               | Lucien Nortier et Christian Gaty | 20 planches +a +s            | 31/03/1969          |
| PG 13             | Le Sanglier du Wash                              | Lucien Nortier et Christian Gaty | 20 planches                  | 19/05/1969          |
| PG 20             | Le Chariot aux trésors                           | Lucien Nortier et Christian Gaty | 20 planches +s               | 07/07/1969          |
| PG 27             | La Nuit de Derby                                 | Eduardo Coelho                   | 20 planches +s               | 25/08/1969          |
| PG 33             | Les 2 écus du sheriff                            | Eduardo Coelho                   | 20 planches +s               | 06/10/1969          |
| PG 41             | À bon entendeur, salut !                         | Eduardo Coelho                   | 20 planches +a               | 01/12/1969          |
| PG 47             | Un Château pour l’hiver                          | Eduardo Coelho                   | 20 planches +a +s            | 12/01/1970          |
| PG 53             | Œil pour œil, dent pour dent !                   | Eduardo Coelho                   | 20 planches +a               | 23/02/1970          |
| PG 61             | Le Retour de Cœur de Lion                        | Eduardo Coelho                   | 20 planches +s               | 20/04/1970          |
| PG 72             | La Taverne de la cloche d’or                     | Eduardo Coelho                   | 20 planches +a               | 06/07/1970          |
| PG 79             | La Trahison du roi Richard                       | Eduardo Coelho                   | 20 planches +s               | 24/08/1970          |
| PG 84             | Le Seigneur de Sherwood                          | Eduardo Coelho                   | 20 planches +a               | 28/09/1970          |
| PG 92             | Le Tournoi des archers                           | Eduardo Coelho                   | 20 planches +a               | 23/11/1970          |
| PG 98             | Le Sanglier de Lancastre                         | Eduardo Coelho                   | 20 planches +a               | 04/01/1971          |
| PG 105            | Le Testament d’Henry Hunton                      | Eduardo Coelho                   | 20 planches +a               | 22/02/1971          |
| PG 114            | La Ceinture au trésor                            | Eduardo Coelho                   | 20 planches +a +s            | 26/04/1971          |
| PG 122            | Que Justice soit faite !                         | Eduardo Coelho                   | 20 planches +a               | 21/06/1971          |
| PG 129            | Le Tigre de Scunthorpe                           | Eduardo Coelho                   | 20 planches +s               | 09/08/1971          |
| PG 134            | Le Chevalier "La Rose"                           | Eduardo Coelho                   | 20 planches +a               | 13/09/1971          |
| PG 136            | Le Tournoi de Bedford                            | Eduardo Coelho                   | 10 planches                  | 27/09/1971          |
| PG 148            | Chevalier d’aventure                             | Eduardo Coelho                   | 20 planches                  | 20/12/1971          |
| PG 159            | La Veuve et l’orphelin                           | Eduardo Coelho                   | 20 planches +a               | 06/03/1972          |
| PG 168            | Les Barons teutoniques                           | Eduardo Coelho                   | 20 planches +a               | 08/05/1972          |
| PG 172            | Le Diable de Tilburg                             | Eduardo Coelho                   | 10 planches                  | 05/06/1972          |
| PG 178            | Le Sanglier des Ardennes                         | Eduardo Coelho                   | 20 planches +a               | 17/07/1972          |
| PG 181            | La Fortune de Robin ou le Pont sur la Sambre     | Eduardo Coelho                   | 10 planches +a               | 07/08/1972          |
| PG 187            | Le Seigneur rouge                                | Eduardo Coelho                   | 20 planches                  | 18/09/1972          |
| PG 191            | L’Arbre du pendu                                 | Eduardo Coelho                   | 10 planches                  | 23/10/1972          |
| PG 197            | La Fuite du héros                                | Eduardo Coelho                   | 10 planches                  | 04/12/1972          |
| PG 202            | L’Épée pour un duel                              | Eduardo Coelho                   | 10 planches                  | 08/01/1973          |
| PG 206            | La Reine d’Égypte                                | Eduardo Coelho                   | 10 planches                  | 05/02/1973          |
| PG 209            | Échec au roi                                     | Eduardo Coelho                   | 20 planches +a               | 26/02/1973          |
| PG 212            | La Carte aux fleurs de lys…                      | Eduardo Coelho                   | 10 planches                  | 19/03/1973          |
| PG 215            | Le Traître est dans la place                     | Eduardo Coelho                   | 10 planches +a               | 09/04/1973          |
| PG 220            | La Mort du roi Richard                           | Eduardo Coelho                   | 15 planches +a               | 14/05/1973          |
| PG 225            | L’Introuvable Petit–Jean                         | Eduardo Coelho                   | 10 planches                  | 18/06/1973          |
| PG 228            | Les Flèches de la vengeance                      | Eduardo Coelho                   | 10 planches                  | 09/07/1973          |
| PG 232            | La Guerre du sel                                 | Eduardo Coelho                   | 20 planches +a               | 06/08/1973          |
| PG 241            | Les Chiens de sang                               | Eduardo Coelho                   | 10 planches                  | 08/10/1973          |
| PG 246            | L'Homme vêtu de fer                              | Eduardo Coelho                   | 10 planches                  | 12/11/1973          |
| PG 247            | Les Faucons blancs                               | Eduardo Coelho                   | 20 planches                  | 19/11/1973          |
| PG 251            | Le Cri de l’épervier                             | Eduardo Coelho                   | 10 planches                  | 17/12/1973          |
| PG 254            | Le Prince des voleurs                            | Eduardo Coelho                   | 10 planches                  | 07/01/1974          |
| PG 257            | La Sorcière du roi                               | Eduardo Coelho                   | 10 planches                  | 28/01/1974          |
| PG 260            | Alerte aux Danois                                | Eduardo Coelho                   | 10 planches                  | 18/02/1974          |
| PG 262            | Retour à Sherwood                                | Eduardo Coelho                   | 10 planches                  | 04/03/1974          |
| PG 264            | Le Brigand au chapeau vert                       | Eduardo Coelho                   | 7 planches                   | 18/03/1974          |
| PG 267            | Le Bal de Clapham                                | Eduardo Coelho                   | 7 planches                   | 08/04/1974          |
| PG 271            | La Côte du diable...                             | Eduardo Coelho                   | 10 planches                  | 06/05/1974          |
| PG 274            | Le Concurrent                                    | Eduardo Coelho                   | 10 planches                  | 27/05/1974          |
| PG 277            | Quand beugla le cor                              | Eduardo Coelho                   | 10 planches                  | 17/06/1974          |
| PG 280            | L’Empoisonneur                                   | Eduardo Coelho                   | 10 planches                  | 08/07/1974          |
| PG 283            | Le Coffre aux merveilles                         | Eduardo Coelho                   | 10 planches +a               | 29/07/1974          |
| PG 287            | La Nuit des sorcelleries                         | Eduardo Coelho                   | 10 planches                  | 26/08/1974          |
| PG 290            | Les Malheurs du chancelier                       | Eduardo Coelho                   | 10 planches                  | 16/09/1974          |
| PG 293            | La Peau de l'ours                                | Eduardo Coelho                   | 10 planches                  | 07/10/1974          |
| PG 296            | Le Clan des hommes sauvages                      | Eduardo Coelho                   | 10 planches                  | 28/10/1974          |
| PG 301            | Le Château des tourments                         | Eduardo Coelho                   | 10 planches                  | 02/12/1974          |
| PG 305            | La Torque d'or                                   | Eduardo Coelho                   | 10 planches                  | 30/12/1974          |
| PG 307            | Le Chien venu d'ailleurs...                      | Eduardo Coelho                   | 10 planches                  | 13/01/1975          |
| PG 310            | La Horde grise                                   | Eduardo Coelho                   | 10 planches                  | 03/02/1975          |
| PG 718            | Le Noël de Robin des Bois (Les BD Blocks de Pif) | Eduardo Coelho                   | 14 planches (en couleurs) +a | 28/12/1982          |

## Reprises
- Dans Pif Parade Aventure :
  - Robin et le trouvère  (dessin de Nortier & Gaty), n°HS, 1977
  - La Marque des outlaws (dessin de Nortier & Gaty), n°1, 1977
  - Le Noël de Robin des Bois (dessin de Nortier & Gaty), n°1, 1977
  - Le Prieur d’Ollerton (dessin de Nortier & Gaty), n°1, 1977
  - Robin mène le jeu (dessin de Nortier & Gaty), n°1, 1977
  - Le Moulin de Pontefract (dessin de Nortier & Gaty), n°4, 1978
  - La Forêt de l’été (dessin de Nortier), n°5, 1978
  - Le Donjon de Bedford (dessin de Nortier), n°5, 1978
  - Les Vendanges de Clapham (dessin de Nortier & Kiéfer), n°5, 1978
  - Le Landlord de Bourne (dessin de Nortier & Kiéfer), n°5, 1978
  - À malin, malin et demi (dessin de Nortier & Kiéfer), n°8, 1979
  - La Monnaie de la pièce (dessin de Nortier & Kiéfer), n°8, 1979
  - Le Traître (dessin de Nortier & Kiéfer), n°8, 1979
  - Tarlo le Génois (dessin de Nortier & Kiéfer), n°9, 1979
  - Le Laurier d’or (dessin de Nortier & Kiéfer), n°11, 1980
- Dans Vive l'Aventure :
  - La Route du Nord (dessin de Nortier & Kiéfer), n°1, 1980
  - La Colline de glace (dessin de Nortier & Kiéfer), n°2, 1980
- Dans Pif géant Aventures
  - 14 planches (dessin de Cœlho), HS n° 9, 1991
- Dans Pif gadget :
  - Le Chevalier à l’hermine (dessin de Nortier & Kiéfer), Pif export 1518e, 1974
  - Le Tournoi des archers (dessin de Cœlho, en couleurs), n°1178, 1991
  - L’Arbre du pendu (dessin de Cœlho, en couleurs), n°1183, 1991
  - Le Tournoi de Bedford (dessin de Cœlho, en couleurs), n°1197, 1992

### Première équipe
Lucien Nortier, Christian Gaty (dessin) et Jean Ollivier (scénario) :
- Les Exploits de Robin n°1[3], Le magazine des chevaliers d'aventures, « Sélection Pif gadget », Vaillant, avril 1973 :
  - Arc au poing, mes outlaws !, titre qui réunit 2 récits (dans une version réduite et remontée) : 
    - Robin et le trouvère
    - La Marque des outlaws

  - Le Noël de Robin, titre qui réunit 4 récits (dans une version réduite et remontée) : 
    - Le Noël de Robin des Bois
    - Le Prieur d’Ollerton
    - Robin mène le jeu
    - Le Moulin de Pontefract

  - La Vie et la légende de Robin Hood, article de Jean Ollivier avec Eduardo Coelho (3 dessins, reprises).
  - De la quête du Graal aux exploits de Robin des Bois, article de Jean Ollivier avec Eduardo Coelho (2 dessins, reprises).

Lucien Nortier, Charlie Kiéfer (dessin) et Jean Ollivier (scénario) :
- Les Exploits de Robin n°2, Le magazine des chevaliers d'aventures, « Sélection Pif gadget », Vaillant, juillet 1973 :
  - Sus aux shérifs, titre qui réunit 4 récits (dans une version réduite et remontée) : 
    - La Forêt de l’été
    - Le Donjon de Bedford
    - Le Roi du bouquet
    - Les Vendanges de Clapham

  - Quatre ruses de Robin, Le Tournoi des trouvères, Pigeon vole !, Le Chêne royal, 4 nouvelles de Jean Ollivier avec ? (dessin).
  - Les Grandes heures de Château-Gaillard, article de Jean Ollivier.
  - Jeanne de Clisson la louve de la Manche, article de Jean Ollivier avec Eduardo Coelho (5 dessins inédits).
  - La Cour des miracles, article de Jean Ollivier avec Norma (dessin).
  - Par l'arc... et par les flèches ! , titre qui réunit 2 récits (dans une version réduite et remontée) : 
    - Le Landlord de Bourne
    - La Nef des épices

### Deuxième équipe
Eduardo Coelho (dessin) et Jean Ollivier (scénario) :
- Le Roi de Sherwood, coll. "Pif Album", Hachette, 1973 (en couleurs) :
  - Œil pour œil, dent pour dent ! (19 pl, manque la planche n°7)
  - Un Château pour l’hiver (20 pl)
- Le Meilleur de Pif (album collectif), Vents d'Ouest, 2005 (N&B) :
  - La Nuit de Derby (20 pl)
  - Les Deux écus du sheriff (20 pl)
  - Le Retour de Cœur de Lion (20 pl)

## Traductions
- Italien : Robin Hood, plusieurs épisodes publiés dans le Corriere dei Piccoli (supplément illustré du Corriere della Sera) en 1970 :
  - n°6, 8 février 1970.
  - Robin e i briganti di Eastwood (dessin de Nortier), 20 pl., n°9, 1er mars 1970 (couverture de Nortier, reprise).
  - ? (dessin de Nortier), 12 pl., n°14, 5 avril 1970.
  - n°35, 30 août 1970.
- Allemand : Robin Hood, plusieurs épisodes parus dans le magazine Robin Hood, der Herr der Wälder des éditions Bastei, de 1973 à 1977 :
  - ?, n°0, 1973 (couverture de Coelho, montage)
  - Robin sprengt die Barron-Bande (Robin ouvre le bal), n°1, 29 juin 1973 (couverture de Nortier, reprise)
  - Die Teufelsfalle von Sherwood (À bon entendeur, salut !), n°2, 13 juillet 1973 (couverture de Coelho, montage)
  - Die Geisel von Derby (La Nuit de Derby), n°3, 27 juillet 1973 (couverture de Coelho, reprise)
  - Der Wappenschild des Sheriffs (Les 2 écus du sheriff), n°4, 10 août 1973 (couverture de Coelho, reprise)
  - Schach dem König (Œil pour œil, dent pour dent !), n°5, 24 août 1973 (couverture de Coelho, reprise)
- Portugais : Robin dos Bosques, traduit et publié dans Mundo de Aventuras (pt) (Seules des aventures dessinées par Eduardo Coelho ont été traduites en portugais) :
  - O Atacante misterioso (Le Concurrent), n°46, 15 août 1974.
  - A Noite de Derby (La Nuit de Derby), n°382, 5 février 1981 (couverture inédite de Augusto Trigo).
  - Os Dois escudos do Xerife (Les 2 écus du sheriff), n°397, 21 mai 1981 (couverture inédite de Augusto Trigo).
  - A Bom entendedor ! (À bon entendeur, salut !), n°414, 17 septembre 1981 (couverture inédite de ?).
  - Um Castelo para o inverno (Un Château pour l’hiver), n°504, 1983.
- Arabe libanais : روبن هود [Robin des Bois], traduction du récit Le Concurrent dans le magazine libanais مغامرات سيرك [Cirque d'aventures] en 1978.

### Récompense
Eduardo Coelho reçoit le Yellow Kid du meilleur dessinateur étranger pour Robin des Bois au 9e Salon International de la Bande Dessinée de Lucca (Italie) en 1973.

### Produits dérivés
- Gadget : la bourse de Robin des Bois, Pif gadget n° 59, 1970[5] (différentes versions existent[6]).
- Carte postale Robin des Bois[7] (dessin de Coelho), série de cartes postales Pif gadget, 1974-1977.
- Gadget : la dague de Robin[N 17], Pif gadget n° 405 bis (n° spécial), 1976[8].

### Documentation
- (fr) Richard Medioni, « Les héros de la liberté : "Le Grêlé 7-13", "Robin des Bois" et "Nasdine Hodja" », dans «Mon camarade», «Vaillant», «Pif Gadget». L'Histoire complète. 1901-1994. Les journaux pour enfants de la mouvance communiste et leurs BD exceptionnelles, Éditions Vaillant Collector, 2012.
- (fr) Christophe Quillien, « Robin des Bois », dans Pif gadget - 50 ans d'humour, d'aventures et de BD, chap. 2 "Les justiciers", Hors collection, 2018, pp. 26-29.
- (pt) « Eduardo Teixeira Coelho : Açoriano em Itália ilustra "Robin dos Bosques" », dans A Capital (pt) n°2161, 4 mars 1974.
- (pt) Vasco Granja, « Robin des bois : por Jean Ollivier - Martin Sièvre », dans Tintin n°39 (6e année de l'édition portugaise), 16 février 1974.